# Bruno Lamas
Bruno José Pavani Lamas (sinh ngày 13 tháng 4 năm 1994) là một cầu thủ bóng đá người Brasil thi đấu cho Leixões. Anh cũng mang quốc tịch Ý.

## Sự nghiệp câu lạc bộ
Anh ra mắt chuyên nghiệp tại Giải bóng đá hạng nhất quốc gia Bồ Đào Nha cho Leixões vào ngày 22 tháng 2 năm 2015 trong trận đấu trước Desportivo das Aves.